# Попов, Михаил Родионович
Михаи́л Родио́нович Попо́в (14 ноября [26 ноября] 1851, с. Глафировка, Ростовский уезд, Екатеринославская губерния — 4 января [17 января] 1909, Санкт-Петербург) — революционер-народник, член организаций «Земля и Воля» и «Черного передела».

## Биография
Родился в Глафировке Ростовского уезда Екатеринославской губернии в семье священника.
Учился в Екатеринославской духовной семинарии (1868—72) и Медико-хирургической академии (1872—76), где не окончил курса.
Стал участником революционных кружков, вел пропаганду среди рабочих на заводах в Колпино. В 1876 участвовал в «хождении в народ» в Ростове-на-Дону и на Волге. Осенью того же года в Петербурге был одним из создателей организации, получившей впоследствии название «Земля и воля».
Весной 1878 г. вместе с Плехановым и другими участвовал в организации стачки на фабрике Дж. Торнтона в Санкт-Петербурге. Летом того же года занимался пропагандой в Воронежской губернии.
26 февраля 1879 года в Москве вместе с Н. В. Шмеманом убивает агента III отделения Н. В. Рейнштейна.
М. Р. Попов — один из главных организаторов Воронежского съезда. На съезде был сторонником линии «деревенщиков», выступал против политического террора. После раскола «Земли и воли» стал одним из основателей «Черного передела».
Совместно с народовольцами организовал кружок в Киеве и «Южно-русский рабочий союз», участвовал в подготовке не состоявшихся покушений на губернаторов Тотлебена и Черткова.
В феврале 1880 г. арестован в Киеве, в июле приговорен судом к смертной казни, замененной бессрочной каторгой.
До 1882 г. отбывал каторгу на Каре, затем в Алексеевском равелине Петропавловской крепости, а с 1884 г. — в Шлиссельбурге, откуда освобожден осенью 1905 г. Затем препровожден под гласный надзор полиции в Нахичевань-на-Дону. Скончался 4 января 1909 г. в Петербурге от рака печени. Похоронен в Ростове-на-Дону.

## Адреса в Санкт-Петербурге
- Большая Дворянская улица, д.№ 13[5]